# Vertigo nylanderi
Vertigo nylanderi är en snäckart som beskrevs av Sterki 1909. Vertigo nylanderi ingår i släktet Vertigo och familjen puppsnäckor. Inga underarter finns listade i Catalogue of Life.